# Новоталовка
Новоталовка —  хутор в Миллеровском районе Ростовской области. Входит в состав Верхнеталовского сельского поселения.

## География
Располагается на северо-западе области, у реки Глубокая.
Уличная сеть
- ул. Ветеранов,
- ул. Республиканская,
- ул. Солнечная.

## Население
| 2010 |
| ---- |
| 50   |

## Инфраструктура
Личное подсобное хозяйство.

## Транспорт
Выезд через Новоивановку на автотрассу М4 «Ростов-на-Дону—Москва». 
В пешей доступности остановочный пункт 976 км.